# Beatlemánie

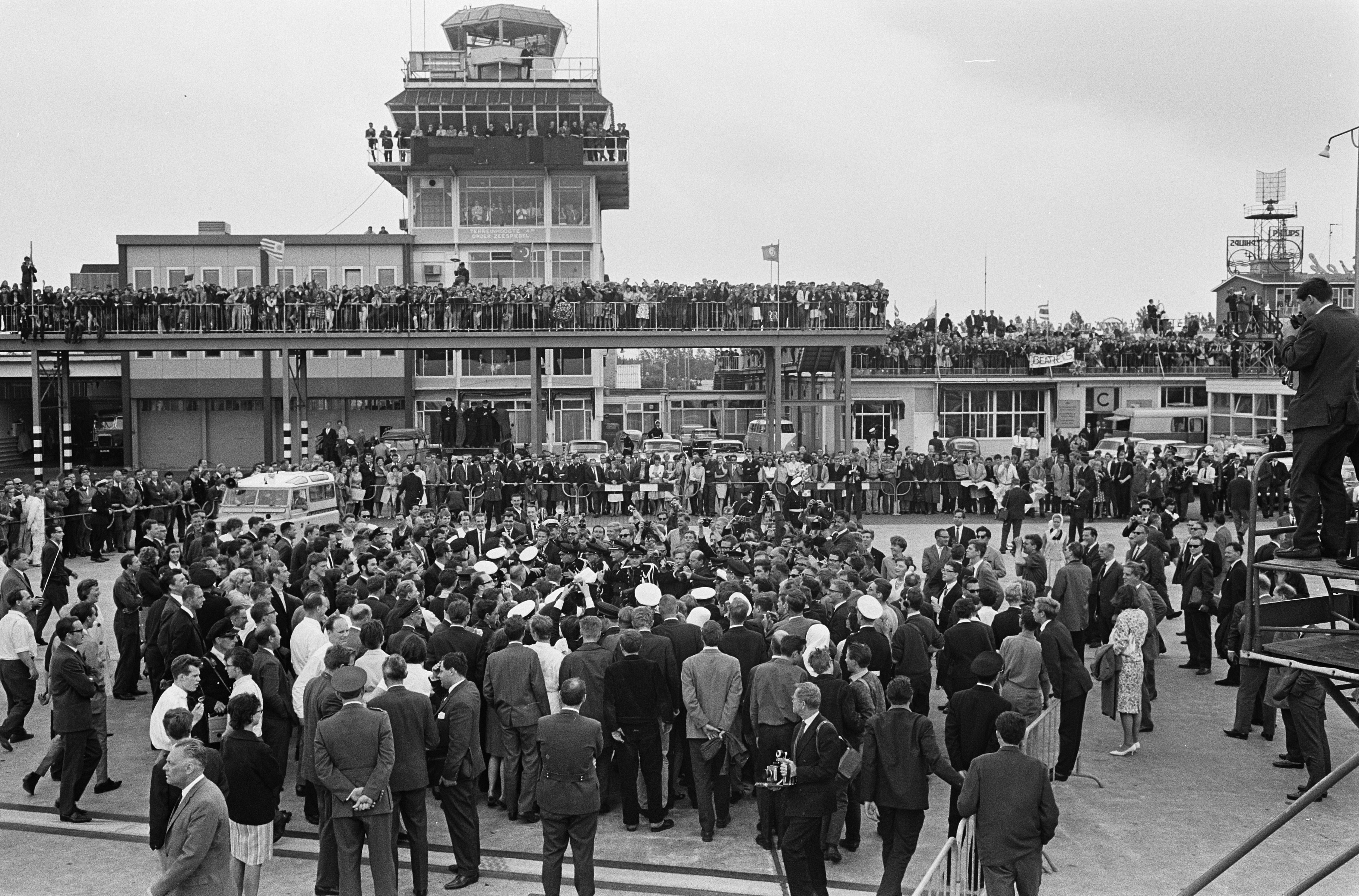
Fanoušci a média vítají The Beatles na letišti Schiphol (1964)

Beatlemánie je pojem, který vznikl v 60. letech 20. století. Popisuje vášnivé šílenství fanoušků The Beatles na počátku jejich úspěchu. Toto slovo je podobné daleko dřívějšímu termínu Lisztomania, které je užíváno pro popis fanouškovských reakcí na koncerty pianisty Franze Liszta.

## Historie
Bývalý skotský hudební promotér Andi Lothian, tvrdil, že to byl právě on, kdo poprvé použil tento pojem, a to 7. září 1963 na koncertě The Beatles v Caird Hall v Dundee. První tištěné užití tohoto slova je v Daily Mirror ze dne 16. října 1963 v článku o koncertě Beatles předchozího dne v Cheltenhamu. Publicista Tony Barrow první použití tohoto pojmu připisoval tisku. Začátkem ledna 1964 moderátor Jack Paar v hlavním vysílacím čase Američanům ukázal Beatlemánii ve Spojeném království – video z koncertů Beatles a poblázněné fanoušky.
Beatlemánie byla zřejmá už při příletu The Beatles na Letiště JFK v New Yorku v únoru 1964, ale běžným fenoménem se stala až po několika vystoupeních v pořadu The Ed Sullivan Show téhož měsíce; 9. února je sledovalo odhadem 73 milionů lidí. Jejich turné po Spojených státech bylo provázeno silnou hysterií a pronikavým jekotem fanynek na obou koncertech. Míra Beatlemánie ve Spojených státech se masivně odrazila také na tržbách kapely.
V roce 1965 dal bezprecedentní zájem o koncerty Beatles vzniku stadionového rocku, jehož prvním příkladem byl jejich koncert na Shea Stadium v New Yorku.
Vzrušení The Beatles z této mánie začalo pomalu vyprchávat. V roce 1966 už byli unavení z neustálého koncertování, pozornosti médií a stále se zvětšujících davů na koncertech. Poprvé se Beatles stali terčem veřejného pobouření, když John Lennon prohlásil, že jsou populárnější než Ježíš. Poslední velký koncert The Beatles proběhl 29. srpna 1966 v Candlestick Park v San Franciscu.